# 查乌林
查乌林（？—约593年）是一位威塞克斯国王。他可能是威塞克斯的金里克的儿子，威塞克斯的彻迪克的孙子。彻迪克和金里克被《盎格鲁-撒克逊编年史》描写为来到英格兰的第一批撒克逊人的领袖，他们后来建立了威塞克斯。查乌林活跃于盎格鲁-撒克逊人入侵浪潮的最后一些年。在他去世时，南英格兰只有一小部分还由原住民布立吞人控制。他是第二位不列颠统治者。